# Robert Grey
Robert Ethan Grey (ur. 1973 w Rawie Mazowieckiej) – podsekretarz stanu w Ministerstwie Spraw Zagranicznych w 2016 roku, od lutego 2022 - kanclerz Uniwersytetu Warszawskiego.

## Życiorys
Urodził się w Rawie Mazowieckiej. Mieszkał w Łodzi na Bałutach skąd w 1987 wyjechał wraz z matką Czesławą do USA i dołączył do ojca Zdzisława Grygiełko, który wyemigrował tam w 1984. Z rodzicami mieszkał w South Dartmouth w stanie Massachusetts, gdzie ojciec pracował jako krawiec. Na początku lat 90. XX wieku uzyskał obywatelstwo amerykańskie.
Ukończył studia z zakresu filozofii i socjologii na University of Massachusetts oraz studia z zakresu stosunków międzynarodowych na New School University w Nowym Jorku. Do 2010 mieszkał i pracował w USA będąc między innymi regionalnym doradcą legislacyjnym w Senacie stanu Massachusetts, pracownikiem w firmie Putnam Investments w Bostonie. W latach 2008–2010 był dyrektorem zarządzającym ds. Partnerstw World BPO Forum przy współpracy ONZ. Do Polski powrócił w 2010 i do 2013 pełnił funkcję dyrektora ds. stosunków międzynarodowych i partnerstw Instytutu Studiów Wschodnich i Forum Ekonomicznego w Krynicy, jednocześnie będąc w latach 2012–2013 doradcą Zarządu Polskiego Holdingu Obronnego/Grupy Bumar. W kolejnych latach związany był z Uniwersytetem Warszawskim (przez kilka miesięcy pracował jako kierownik Biura ds. Komunikacji i Współpracy Zewnętrznej) oraz funduszem Xplorer Fund w Warszawie.
Od maja do września 2016 był doradcą w Gabinecie Politycznym ministra spraw zagranicznych Witolda Waszczykowskiego, zaś od 30 września do 29 listopada podsekretarzem stanu odpowiedzialnym za dyplomację ekonomiczną oraz politykę amerykańską i azjatycką w Ministerstwie Spraw Zagranicznych. Jego odwołaniu towarzyszyły podejrzenia zatajenia współpracy ze służbami specjalnymi USA, które Ministerstwo Spraw Zagranicznych zdementowało. Podejrzenia te okazały się sfabrykowane, a Robert Grey został za to publicznie przeproszony.
W październiku 2020 został powołany przez rektora Uniwersytetu Warszawskiego na stanowisko dyrektora ds. komunikacji i relacji zewnętrznych oraz pełnomocnika rektora ds. rozwoju i współpracy. Od lutego 2022 kanclerz Uniwersytetu Warszawskiego. 

## Życie prywatne
Jego żoną jest Angelika Prokop-Grey, specjalistka ds. procedur antykorupcyjnych, od stycznia 2015 zatrudniona w Polskiej Grupie Zbrojeniowej.